# 埋れ木

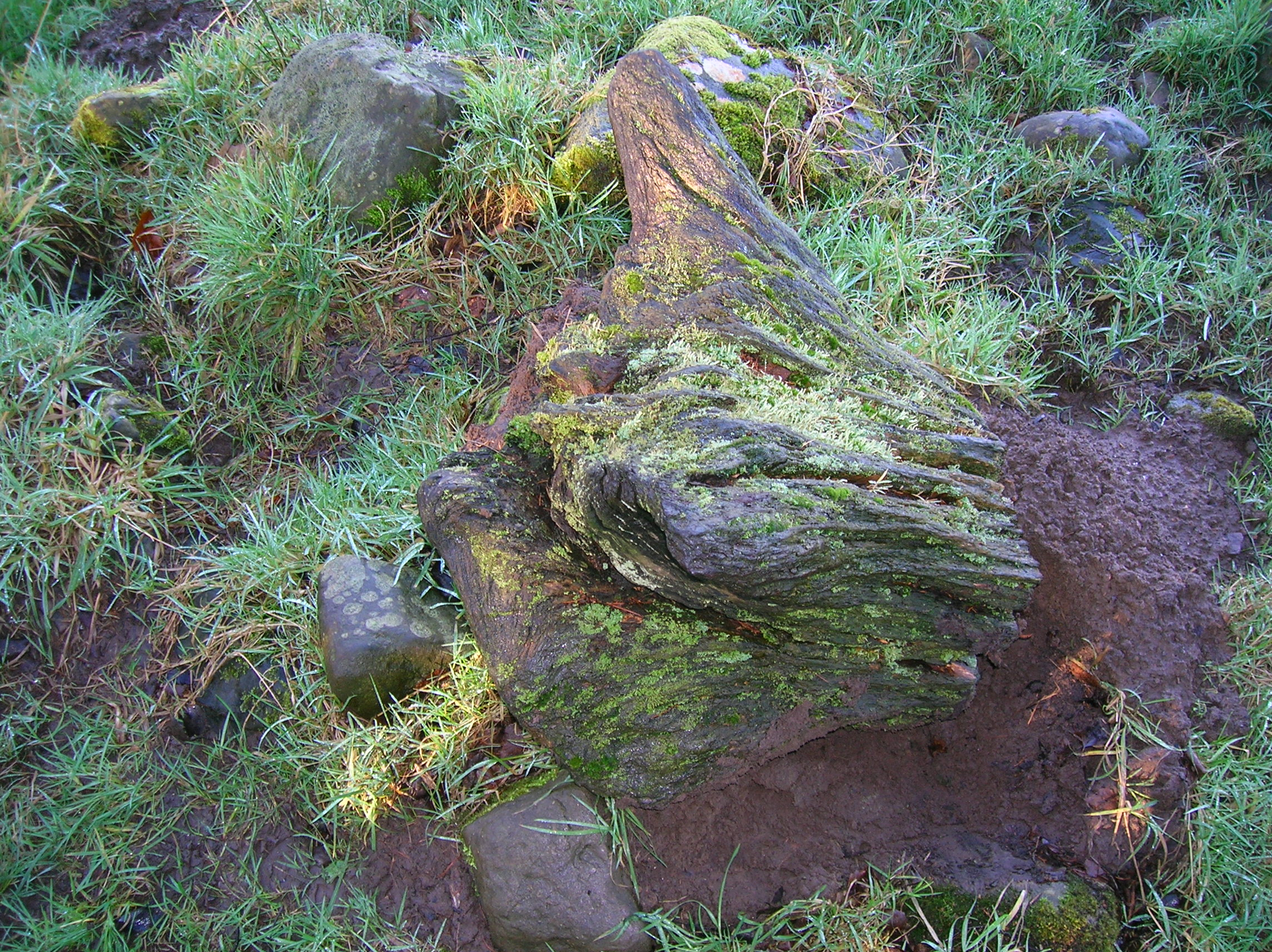
森の中で見つかる埋れ木（中央）
（米国マサチューセッツ州ナンタケット島のナンタケット・フォレスト）

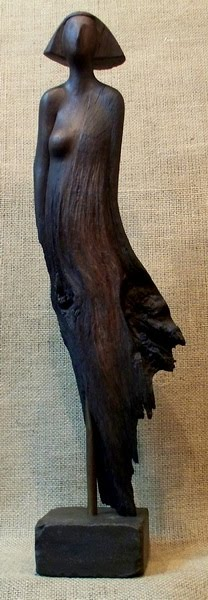
埋れ木を材とした木彫の女性像 "Another season of Restlessness"
ミエチスラフ・ヴォイトコフスキ作。長く土に埋もれていたことで趣きを増した自然木の造形美や造形の妙は芸術家のインスピレーションに繋がることもある。

埋れ木（うもれぎ、英語: bog-wood）は、樹木の幹が、地殻変動や火山活動、水中の堆積作用などによって地中に埋もれ、長い年月をかけて圧力や熱を受けたために変成し、半ば炭化したもので、亜炭もしくは褐炭の一種である。「埋木」「埋もれ木」とも表記し、岩木とも言う。森林は埋没林と呼ばれる。
炭化は表面で著しく、内部は褐色で木理を残す。石炭採掘の副産物として得られ、木理の美しいものや造形面で魅力的は特徴を持つものは、彫刻を始めとする芸術作品や、埋れ木細工のような工芸品、その他一般的な趣味の造形、屋内空間やアクアリウムを飾る自然木としての空間演出用の小物などに用いられる。また低品位炭として家庭用の燃料とする。

## 産地
日本では、数千万年前以降の地層に産出する。かつては仙台の広瀬川で珪化木などと共に産する亜炭（仙台市の亜炭）が有名で、埋れ木細工は仙台の名産である。ただし住宅の電化や都市ガス・石油の普及で、亜炭の採掘は行われなくなっており、埋もれ木細工も過去の備蓄材料を使って続けられているのみである。
青森県下北半島に広がる猿ヶ森ヒバ埋没林（総面積約3.52ヘクタール）で見られるヒバの古木は、大森林地帯であった約1000年から800年より前の時代、津波や海水によって枯死寒滅した結果、立ち枯れ状態で残った木々が、海風と猿ヶ森砂丘が巻き起こす断続的な飛砂に埋もれてしまい（砂丘の移動による埋没）、その後長い時を経て、今日見られるような直立したままの状態での埋もれ木の“森”になったと推定されており、現在でも大半が用材として使えると共に、ヒバ特有の香りを保っている。

### 展示
- 中国雲南省徳宏タイ族チンポー族自治州の芒市にある森林公園に展示されているものは重量1トンにもなる巨木であるが、まるで中国の地図のような形をしている[8][リンク切れ]。
- 秋田県にかほ市の象潟郷土資料館では、紀元前466年に鳥海山が噴火した際に泥流に閉じ込められた埋れ木が展示されている[9]。
- 富山県魚津市の魚津埋没林博物館では、約2000年前の埋れ木が展示されている。成因については海水準変動が考えられていたが、他の要因についても研究、検討がなされている[10]。

## 比喩
日本語では、世間から見捨てられた存在や、忘れ去られてしまった存在を喩えて、「埋れ木」と呼ぶことがある。そのようなもののなかで、幕末に大老を務めた彦根藩主・井伊直弼がまだ部屋住みの身分であった若き日に居所としていた「埋木舎」は、質素な武家屋敷であり、彼の名と共に日本ではよく知られている。彦根藩主の十四男として生まれた直弼は、父や次代藩主となるべき兄たちが早世するなどしない限り、世に何ら働きの場を見出すことの許されない身の上であったため、自らを「埋れ木」に喩えたのであるが、果たして藩主と次代候補の早世が続いたことで、埋木舎から一躍世に出て歴史的大役を果たす人物となっている。

## ギャラリー

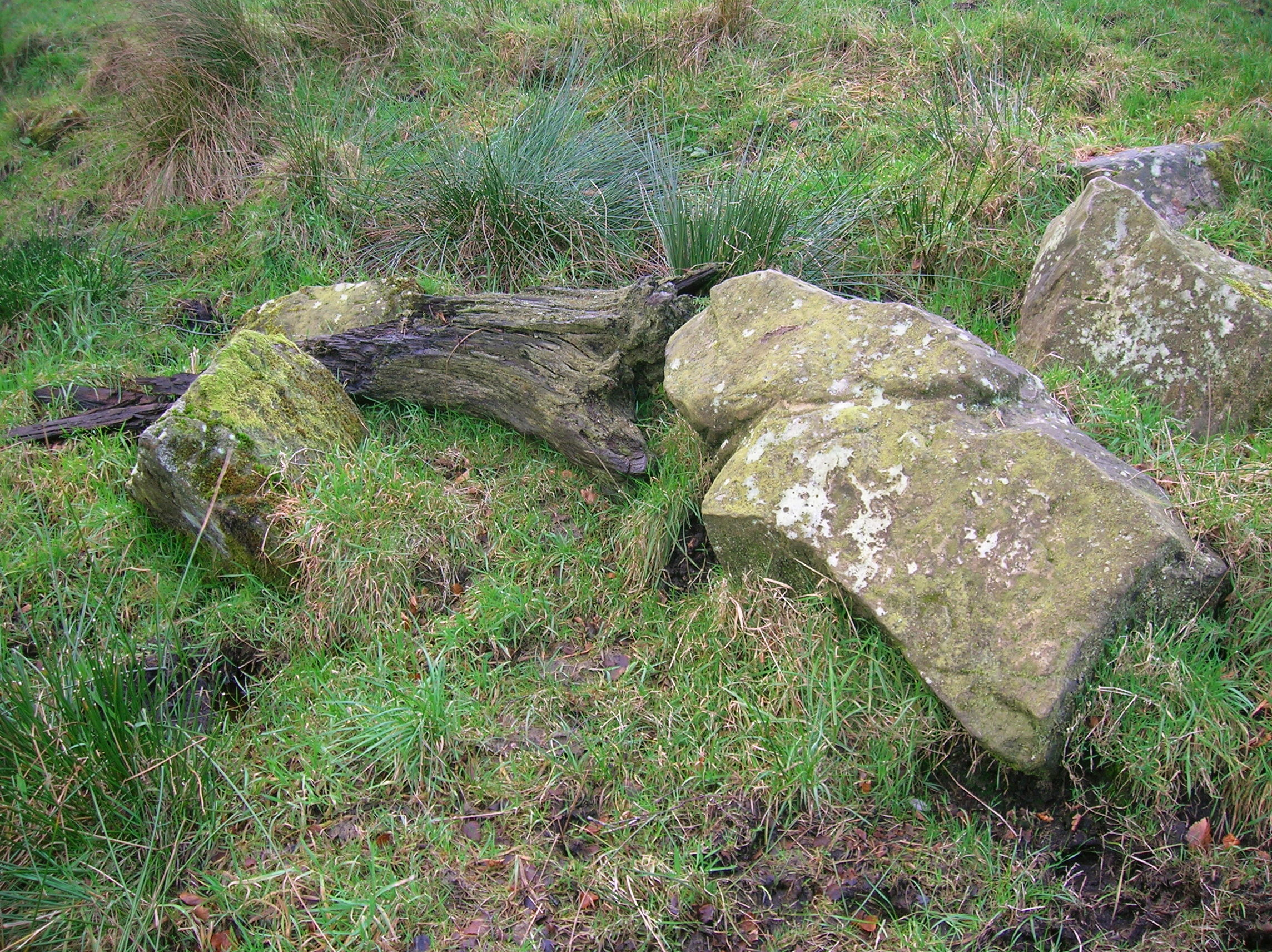
石や岩と共に転がる埋れ木は山野で目にすることができる。（スコットランド南西部ノース・エアシャイアのオーチェンティバー（英語版））
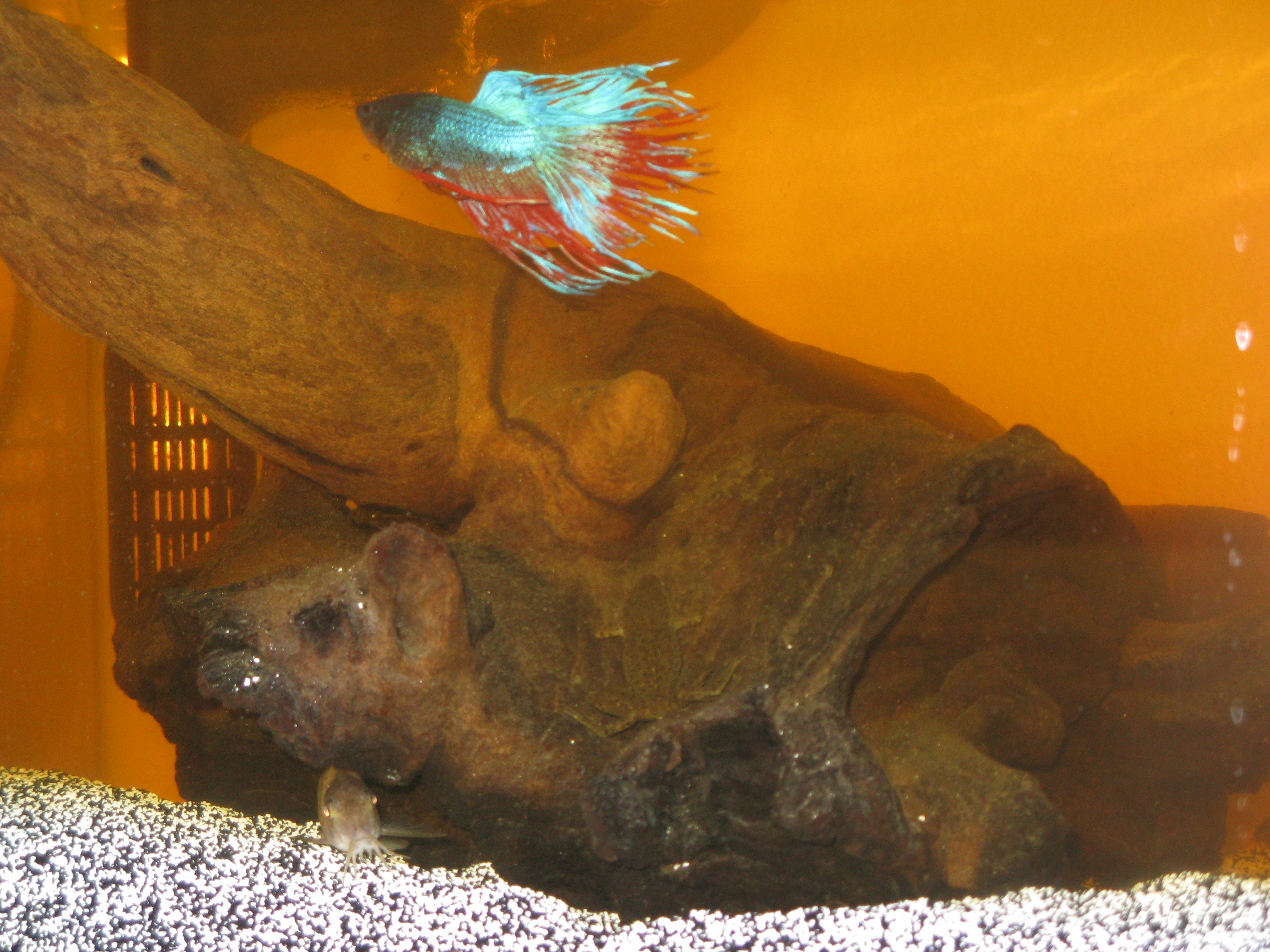
アクアリウムの装飾用に使用される埋れ木 埋れ木が含有していた成分であるタンニンが沁み出して水槽内の水が褐色化している。
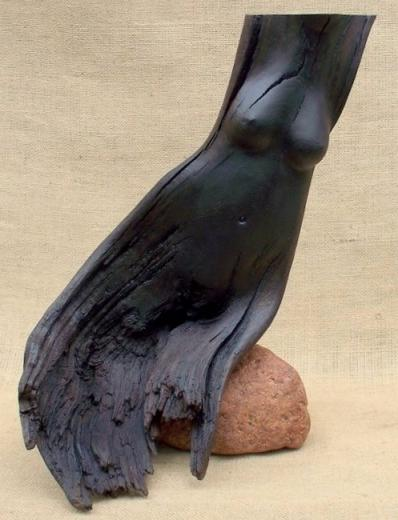
埋れ木を材とした木彫の女性像 "Words of Centuries" ミエチスラフ・ヴォイトコフスキ（英語版）作。
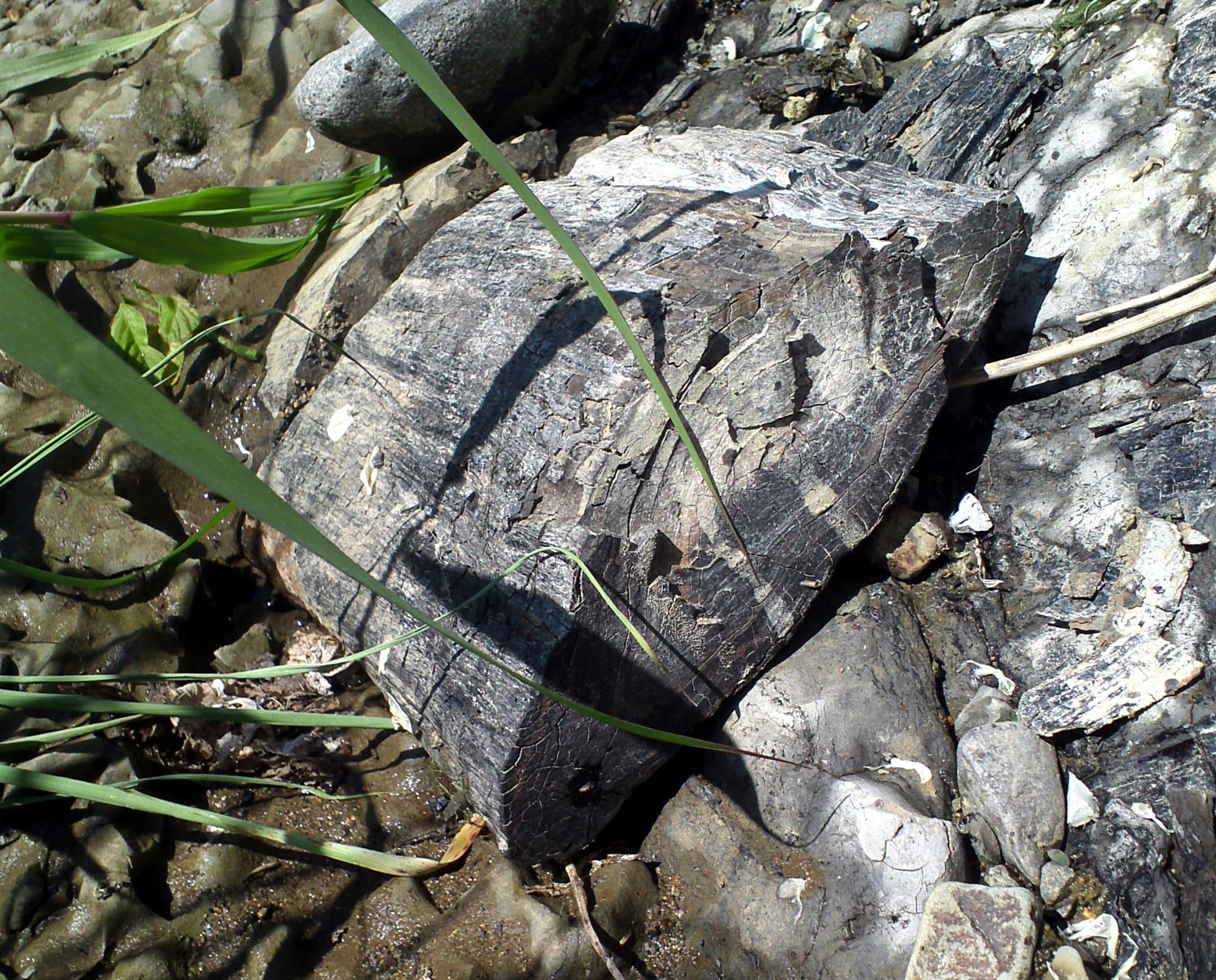
炭化度合いが進んだもの。
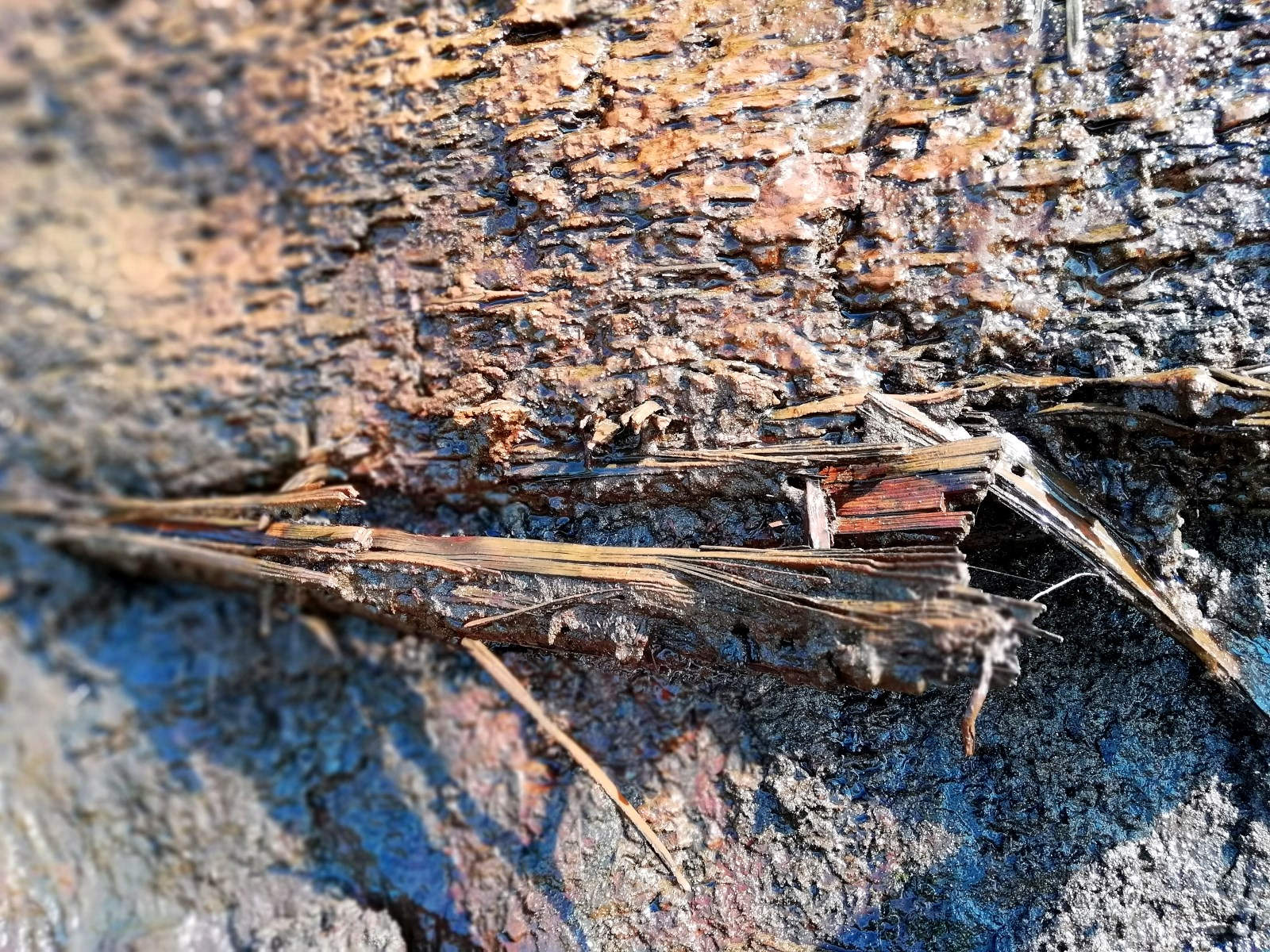
泥炭層で真空パックされ生木のまま保存されたエゾマツやアカエゾマツ等の針葉樹（青森県：出来島最終氷期埋没林）